# فوستر هيرش
فوستر هيرش (بالإنجليزية: Foster Hirsch)‏ هو كاتب أمريكي، ولد في 20 ديسمبر 1943.